# Albrecht Goette
Albrecht Goette (* 1950) ist ein deutscher Schauspieler und Hörspielsprecher.

## Leben
Goette entstammt einer Schauspielerfamilie. Er studierte an der Berliner Schauspielschule „Ernst Busch“, arbeitete jedoch nach Beendigung des Studiums zunächst als Maschinenbauer. Regisseur Hannes Fischer holte ihn 1973 an das Staatsschauspiel Dresden, wo Goette bis heute engagiert ist. Er zählt damit zu den langjährigsten derzeit aktiven Schauspielern des Theaters. Die Inszenierung von Michael Thalheimers Das Fest, in der Goette die Rolle des Helge übernommen hatte, wurde im Jahr 2001 zum Berliner Theatertreffen eingeladen.
Goette ist auch in Fernseh- und Hörspielproduktionen vertreten und war lange Jahre Mitglied eines Kabaretts. Zudem tritt er regelmäßig in Lesungen auf.

## Theater

### Darsteller
- 2000: Thomas Vinterberg – Das Fest, Rolle: Helge
- 2003: Thomas Bernhard – Der Theatermacher, Rolle: Bruscon
- 2007: Molière – Der eingebildete Kranke, Rolle: Argan
- 2008: Friedrich Dürrenmatt – Die Physiker, Rolle: Möbius
- 2009: Henrik Ibsen – Peer Gynt, Rolle: Peer Gynt
- 2010: Carl Zuckmayer – Des Teufels General, Rolle: Sigbert von Mohrungen

### Regie
- 1979: Bertolt Brecht: Die Ausnahme und die Regel – Regie mit Wilfried Bismarck (Theater der jungen Generation Dresden)

## Filmografie
- 1975: Eine Pyramide für mich
- 1978: Ein Zimmer mit Ausblick (Fernsehserie)
- 1981: Adel im Untergang
- 1985: Die Irrfahrten des Odysseus (Synchronisation)
- 1986: Polizeiruf 110: Kein Tag ist wie der andere
- 1992: Karl May
- 2000: Voll Gurke
- 2003: NeuFundLand
- 2022: Tatort: Das kalte Haus